# Flakón

Flakón Chanelu No. 5

Flakón (z franc. flacon – lahvička) je malá, zpravidla skleněná a často dekorativní lahvička, především na parfémy. Mívá těsný šroubový uzávěr nebo zabroušenou zátku, aby obsah nevyprchal a neměl dlouhodobý kontakt se vzduchem. Někdy se slovo používá i pro malé nádobky vůbec. 

## Použití
Jako flakóny se označují především skleněné lahvičky na parfémy. Některé značky používají tvar flakónu jako svou poznávací značku, např. Chanel No. 5 s charakteristickým minimalistickým hranatým tvarem.
Francouzské flacon znamená jakoukoli malou nádobku s uzávěrem, a tak se označení flakón může vyskytnout i v češtině pro lahvičky na potraviny, léky nebo kosmetiku. Ty mohou být i plastové, vyráběné různými technologickými procesy v závislosti na velikosti, obsahu a účelu použití. Běžnou technikou je tvarování vyfukováním, které se používá i u skla.

## Historie
Flakóny se užívaly od starověku, především v kulturně vyspělých zemích. Nejstarší příklady pocházejí z Egypta ze Staré říše, zhotovovoaly se z alabastru nebo ze skla; miniaturní flakónky mohly být tepané z kovu a užívané jako závěsný šperk, nebo řazené mezi ozdoby náhrdelníku. Ve středověku byly běžnější pomandry - jablíčka, zavěšovaná na řetěz k pasu a plněná vonnými esencemi, bylinami, pižmem nebo s houbou napuštěnou octem. Neplnily jen roli kosmetiky, ale i pomůcky první pomoci při mdlobách. Od italské a francouzské renesance se odvíjí již výroba nejrůznějších parfémů a jejich plnění do kazety s flakóny, zvykem vyšších společenských vrstev bylo vybírat si z flakónů podle příležitosti jednu z vůní. Až do baroka převažovaly parfémy z přírodních vůní květin. Pro flakóny se v anglosaském prostředí někdy užíval termín aromatický šperk.
V 19. století se začaly vyrábět velké flakóny s gumovou hadičkou a balónkem s rozprašovacím mechanismem. Byly broušenné z olovnatého skla a staly se ozdobou interiéru, stály před zrcadlem na toaletce v ložnici ženy.

## Kultura
Odrazem v populární kultuře je například báseň „Le Flacon“ (Láhvička) od francouzského básníka Charlese Baudelairea, která je součástí sbírky Květy zla. Některé flakóny jsou sběratelsky cenné. V hornofranckém Kleintettau se nachází Evropské muzeum skleněných nádob.